# In My Bed (Sabrina Carpenter)
In My Bed è un singolo della cantante statunitense Sabrina Carpenter, pubblicato il 7 giugno 2019 come terzo estratto dal suo quarto album in studio Singular: Act II.
La canzone è stata scritta dalla stessa Carpenter, Mike Sabath e Steph Jones.

## Descrizione
In My Bed è una canzone upbeat elettropop con influenze dance-pop. Il ritmo del ritornello è ispirato al synth-pop. Il testo parla di affrontare la vita quando porta molti problemi.

## Video musicale
Carpenter ha annunciato il video del brano postando un video ASMR. Il video, pubblicato il 28 giugno 2019, è stato diretto da Phillip R.Lopez ed è stato girato a Toronto.

## Esibizioni dal vivo
La prima volta che la Carpenter si è esibita con la canzone è stata a Good Morning America.

## Formazione
- Sabrina Carpenter - voce
- Mike Sabath - produzione, missaggio
- Chris Gehringer - mastering